# Marmota bobak
La marmotta bobak (Marmota bobak (P. L. S. Müller, 1776)), nota anche come marmotta della steppa, è una specie della famiglia degli Sciuridi (Sciuridae) diffusa dall'Europa orientale all'Asia centrale.

## Descrizione

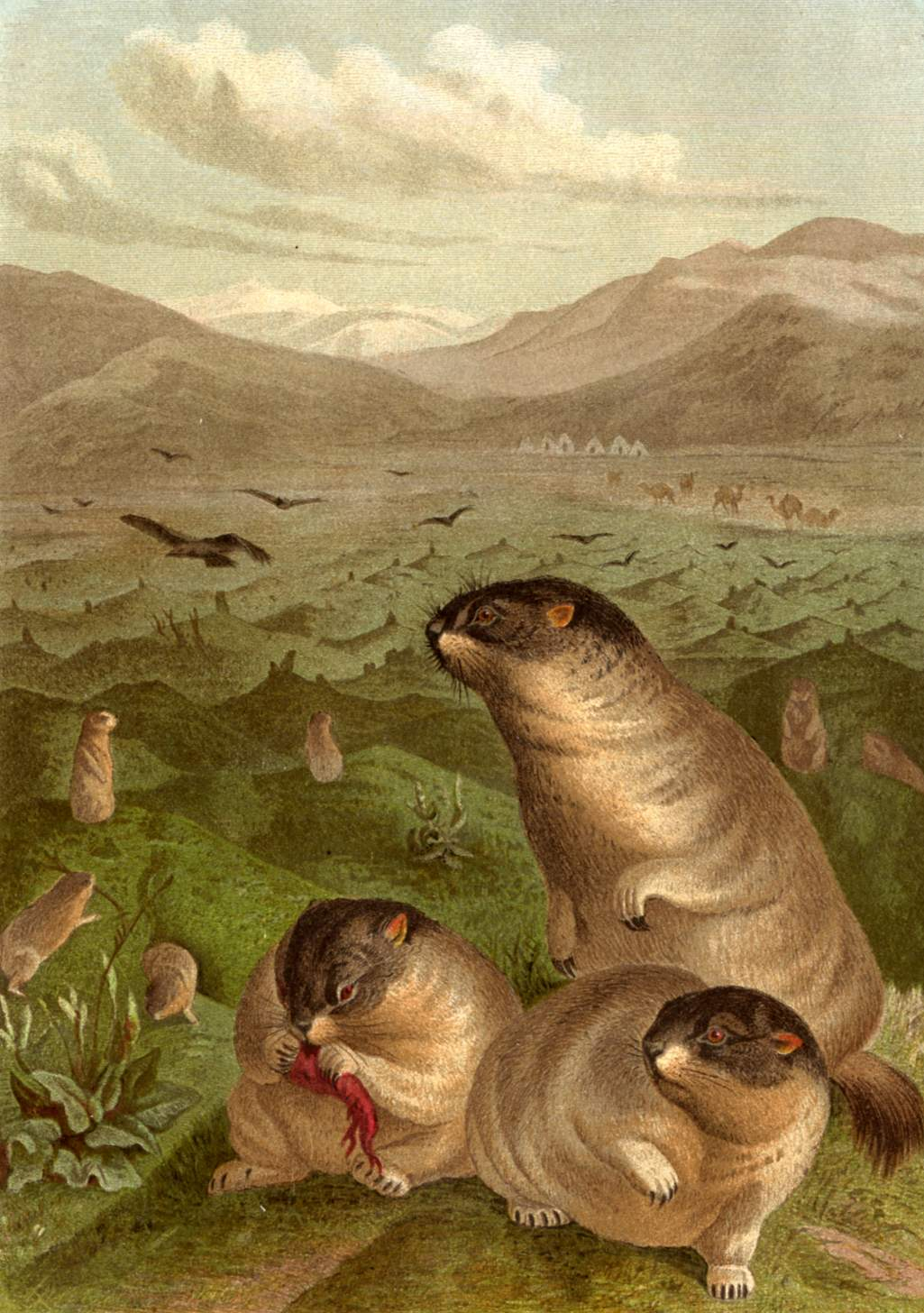
La marmotta bobak in un disegno tratto dalla Vita degli animali di Brehm (1883).

La marmotta bobak raggiunge una lunghezza testa-corpo di 49-57,5 centimetri e pesa circa 5,7 chilogrammi. La coda è lunga circa 10,6-13,0 centimetri. La pelliccia è di colore piuttosto uniforme, da giallo paglierino a rosso ruggine sul dorso e solo leggermente più chiara sul ventre. Il muso è di colore da marrone scuro a nero. Rispetto alle altre marmotte, la marmotta bobak ha zampe anteriori particolarmente lunghe. Il colore della coda corrisponde a quello del dorso, mentre la punta va dal marrone al nero.

## La Biologia
La marmotta bobak abita principalmente nelle steppe caratterizzate da una copertura erbacea molto rigogliosa, ma si può incontrare anche nella steppa boscosa e nelle praterie. Come altre marmotte, vive anche sui pendii erbosi e ai margini dei terreni agricoli.

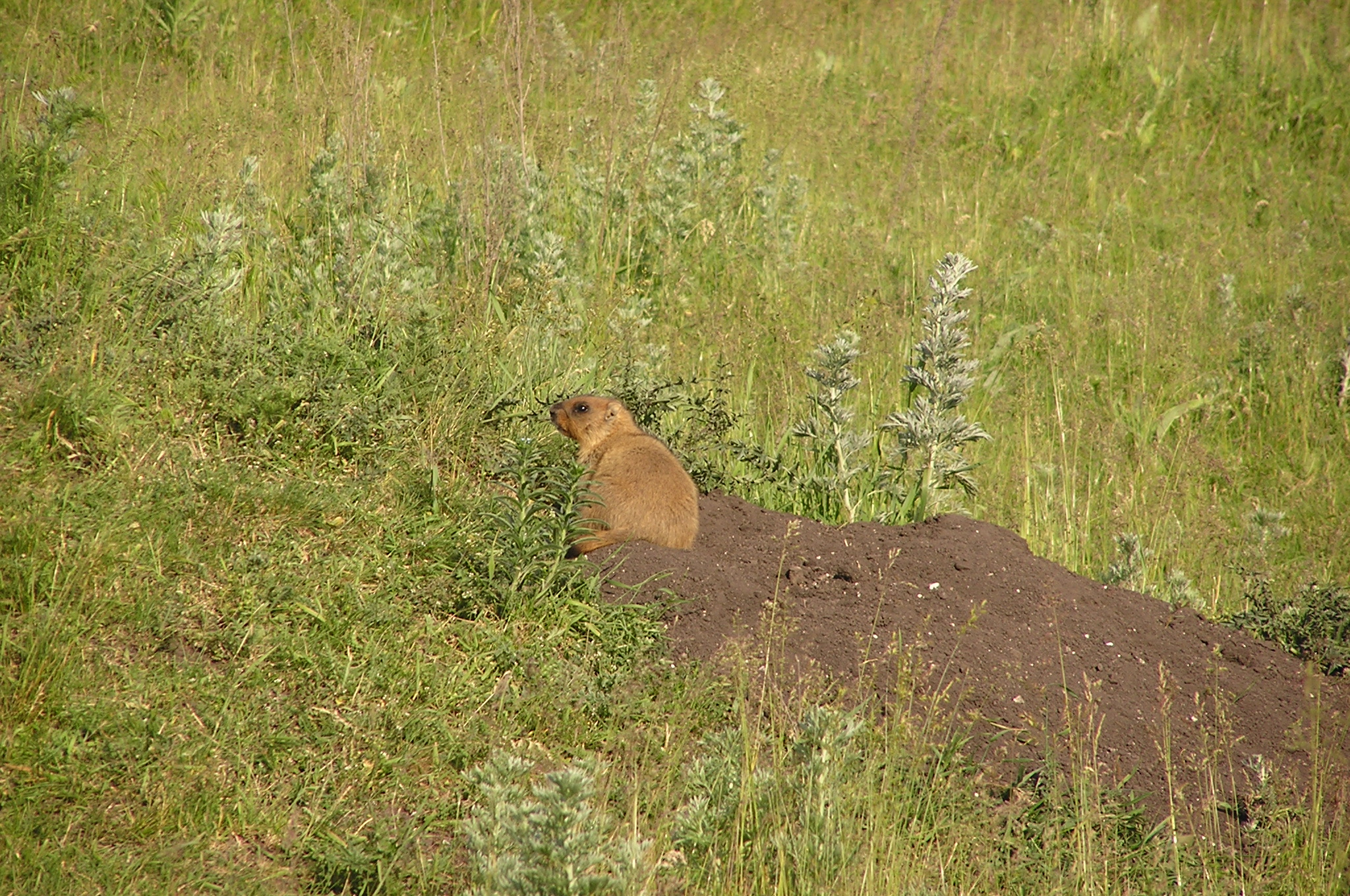
Marmotta bobak all'ingresso della tana.

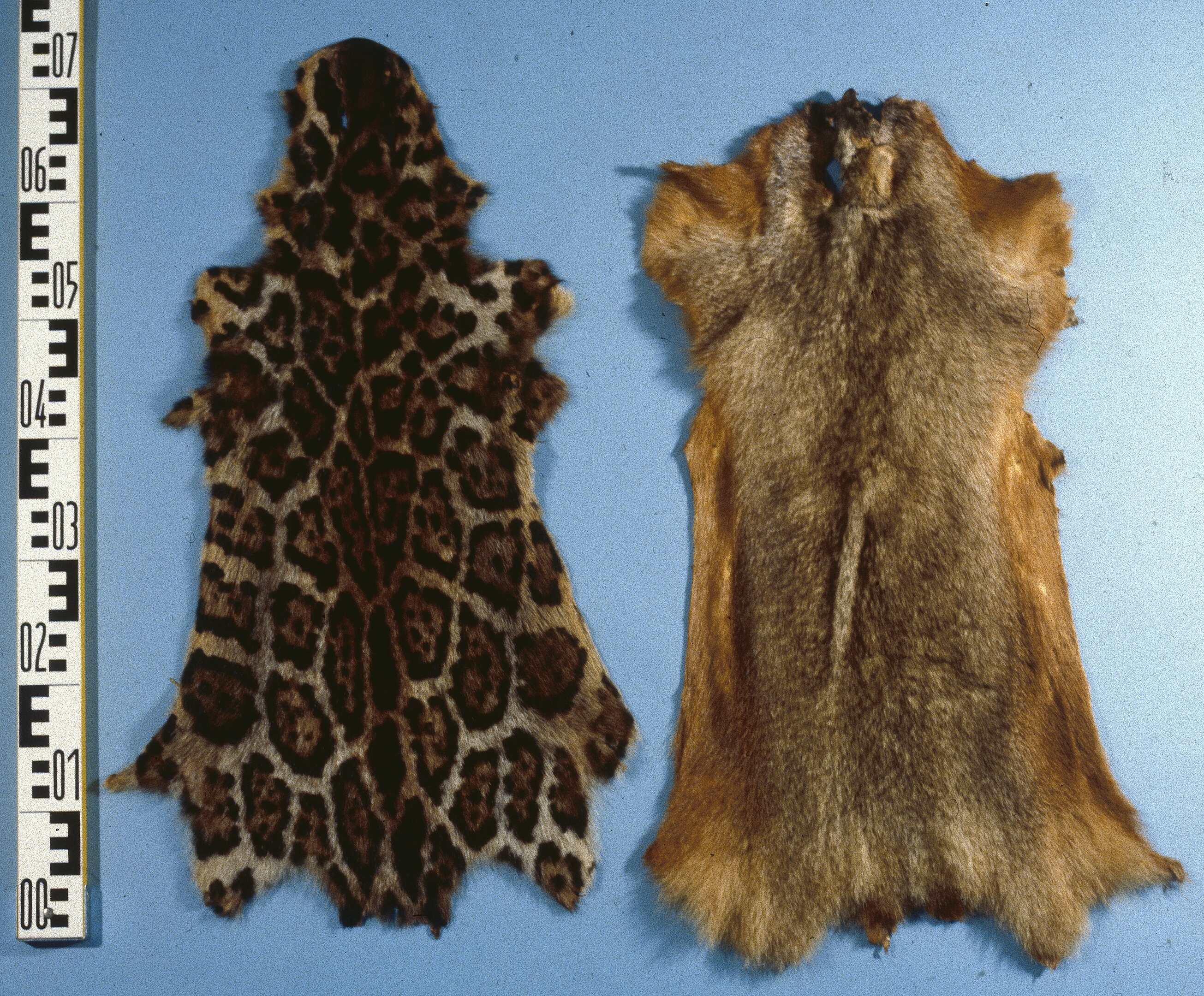
Pelli di marmotta bobak (quella a sinistra è stata colorata a motivi leopardati).

È una specie diurna ed erbivora che si nutre di erbe verdi, boccioli, fiori e germogli. Grazie alle zampe lunghe, è particolarmente adatta ad uno stile di vita in cui lo scavo di gallerie gioca un ruolo importante. Le marmotte trascorrono l'inverno in letargo nelle loro tane, in gruppo, per un periodo da sei a sette mesi. Le tane sono complesse e si spingono fino a quattro o cinque metri di profondità; dall'esterno sono riconoscibili per gli alti cumuli di terra scavata. Come i cani della prateria, gli individui della colonia spesso si siedono sui cumuli di terra e controllano i dintorni, emettendo forti richiami di allarme in caso di fattori di disturbo o pericolo imminente. Gli ingressi e i cumuli di terra vengono contrassegnati con secrezioni orali e ghiandolari.
Le femmine danno alla luce una cucciolata composta da quattro a sette piccoli tra la tarda primavera e l'inizio dell'estate, ma solo il 60% delle femmine mature partorisce. I piccoli rimangono con i genitori per circa tre anni e lasciano la tana solo quando raggiungono la maturità sessuale. I gruppi familiari e le colonie sono costituiti da diverse famiglie, ognuna delle quali guidata da un maschio dominante e una femmina adulta. Del gruppo fanno parte anche diversi piccoli cresciuti degli ultimi due anni e quelli dell'ultima cucciolata. I gruppi sono parzialmente instabili, specialmente nelle aree dove il disturbo umano è maggiore. Le marmotte bobak possono vivere fino a 7,5 anni.

## Distribuzione e habitat
La marmotta bobak è originaria delle steppe dell'Europa orientale e dell'Asia centrale: il suo areale si estende dall'Ucraina centro-orientale, attraverso l'estremità sud-occidentale della Russia, al Kazakistan centro-settentrionale. Originariamente il suo areale era più vasto, ma la specie è scomparsa da alcune regioni, come la Bielorussia sud-orientale e l'Ungheria orientale, e, anche dove è tuttora presente, ha una diffusione discontinua. In alcune località, comunque, è stata reintrodotta e sta nuovamente espandendo i confini del suo areale. Sulle alture del Kazakistan la marmotta bobak entra in contatto con la marmotta grigia, con la quale si incrocia, data la presenza di esemplari che mostrano caratteri intermedi tra le due specie. Nel 2019, i ricercatori Alyona Koshkina, Johannes Kamp e i loro collaboratori hanno utilizzato delle immagini satellitari per localizzare le gallerie di una popolazione di 7000 marmotte bobak nelle steppe del Kazakistan, che ospitano in tutto una popolazione di circa sei milioni di esemplari.

## Tassonomia
La marmotta bobak viene classificata come specie indipendente all'interno del genere Marmota, che attualmente è composto da 15 specie. Venne descritta per la prima volta dallo zoologo tedesco Philipp Ludwig Statius Müller nel 1776, a partire da alcuni individui provenienti da un territorio che all'epoca faceva parte della Polonia; successivamente la località tipo è stata ristretta alla riva occidentale del Dnepr in Ucraina.
All'interno della specie si distinguono tre sottospecie, compresa la forma nominale:
- M. b. bobak Müller, 1776, la forma nominale, diffusa nella parte occidentale dell'areale, nella regione del Volga. È caratterizzata da una colorazione più scura sulla testa e sul corpo rispetto alle altre sottospecie;
- M. b. kozlovi Fokanov, 1966, che occupa un areale frammentato nella parte centrale dell'area di distribuzione, vicino a Ul'janovsk in Russia;
- M. b. tschaganensis Bazhanov, 1930, diffusa nella parte orientale dell'areale. Ha la pelliccia di colore giallo paglierino chiaro.

In Mammal Species of the World di Wilson e Reeder, Thorington descrisse solo due sottospecie, ma successivamente, nel 2012, lo stesso studioso ha riconosciuto come valida anche M. b. kozlovi.
Sebbene gli esemplari occidentali siano più grandi e più scuri di quelli orientali, la loro separazione in sottospecie è discutibile, poiché tale variazione sembrerebbe essere clinale.
In passato, le altre marmotte dalla pelliccia e dalla coda relativamente corte della regione paleartica, vale a dire la marmotta dell'Himalaya, la marmotta della Siberia, la marmotta grigia e la marmotta della steppa boscosa, venivano tutte considerate sottospecie della marmotta bobak, ma oggi vengono da tutti riconosciute come specie a sé. Gli studi genetici hanno dimostrato che la marmotta bobak forma un complesso di specie con la marmotta grigia e quella della steppa boscosa, mentre le marmotte dell'Himalaya e della Siberia sono più imparentate alla lontana.

## Conservazione
La marmotta bobak viene classificata come «specie a rischio minimo» (Least Concern) dall'Unione internazionale per la conservazione della natura (IUCN). Tale assegnazione è giustificata dalla ricostituzione delle popolazioni negli ultimi 10 anni e dall'attuale stabilità del numero di esemplari. In passato, fino alla metà del XX secolo, la popolazione era diminuita rapidamente a causa della caccia intensiva e della perdita dell'habitat. Ancora oggi, tuttavia, le marmotte vengono ancora cacciate illegalmente per la carne e la pelliccia.